# Badarán
Badarán è un comune spagnolo di 689 abitanti situato nella comunità autonoma di La Rioja.